# Spirito nel buio
Spirito nel buio è un singolo del cantautore italiano Zucchero Fornaciari, pubblicato il 13 dicembre 2019 come secondo estratto dal quattordicesimo album in studio D.O.C..

## Descrizione
Il brano, il cui titolo è mutuato da Spirit in the Dark di Aretha Franklin, è un uptempo con contaminazioni elettroniche e dance e una ripresa gospel, in diretta continuità con il brano Diavolo in me, del quale riprende il finale di alcune versioni dal vivo. In questo frangente l'amore «accende» uno spirito, una luce nel buio, non più un diavolo. I riferimenti ai testi biblici, come «oltre il Giordano», immagine già presente in Oltre le rive (2010), sono molteplici. Con il consueto accostamento tra sacro e profano, Zucchero chiede alla divinità di manifestarsi in qualche modo.
La canzone ha aperto i concerti del World Wild Tour.

## Video musicale
Il video è stato girato dal regista Gaetano Morbioli tra Varanasi, Arusha e New York. In un'atmosfera di festa e fratellanza, una fiaccola somigliante alla torcia olimpica, simbolo di vita e forza, passa tra le mani di giovani uomini e donne, attraversando simbolicamente il pianeta e accendendo nei popoli una luce di speranza, lo spirito nel buio verso il quale l'artista li conduce attraverso la canzone.